# Journal of Homosexuality
Journal of Homosexuality és una revista acadèmica avaluada per experts que cobreix investigacions sobre pràctiques sexuals i rols de gènere en els seus contextos culturals, històrics, interpersonals i socials moderns.
| «                         | «A més de ser un vehicle per reunir l'estudi acadèmic de l'homosexualitat i de sostenir el creixent nombre de programes d'estudis queer, la revista té com a propòsit «enfrontar-se a l'homofòbia a través del foment del estudi acadèmic i la disseminació d'estudis sòlids. Els autors són professionals amb una visió oberta i positiva sobre les variacions sexuals». | » |
| — Magazines for Libraries | |   |

## Història
L'editor en cap fundador va ser Charles Silverstein. Després del primer volum, la revista va ser editada per John Paul De Cecco que es va mantenir durant uns 50 volums. L'actual redactor en cap és John Elia. La revista va ser publicada originalment per la Haworth Press, fins que va ser adquirida per Taylor & Francis, que ara la publiquen sota el seu segell Routledge.

## Abstracció i indexació
La revista està resumida i indexada a Social Sciences Citation Index (SSCI), MEDLINE, Current Contents, PsycINFO, Sociological Abstracts, Social Work Abstracts, Abstracts in Anthropology, Criminal Justice Abstracts, Studies on Women & Gender Abstracts, AgeLine i Education Research Abstracts. Segons el Journal Citation Reports, la revista tenia un factor d'impacte de 0,862 el 2015.